# Nyctemera seitzi
Nyctemera seitzi là một loài bướm đêm thuộc phân họ Arctiinae, họ Erebidae.